# Старе Юхи
Старе Юхи (пол. Stare Juchy, нім. Alt Jucha) — село в Польщі, у гміні Старі Юхи Елцького повіту Вармінсько-Мазурського воєводства.
Населення — 1626 осіб (2011).
У 1975-1998 роках село належало до Сувальського воєводства.

## Демографія
Демографічна структура станом на 31 березня 2011 року:
|          | Загалом | Допрацездатний вік | Працездатний вік | Постпрацездатний вік |
| -------- | ------- | ------------------ | ---------------- | -------------------- |
| Чоловіки | 811     | 167                | 560              | 84                   |
| Жінки    | 815     | 162                | 445              | 208                  |
| Разом    | 1626    | 329                | 1005             | 292                  |